# Osăm
L'Osăm (in bulgaro Осъм?, in latino Assamus) è un fiume bulgaro, affluente del Danubio.

## Geografia
L'Osăm nasce dalla convergenza di due fiumi, che avviene presso Trojan: l'Osăm nero (in bulgaro Черни Осъм?, Černi Osăm), che nasce dalle pendici settentrionali del monte Levski, nei Monti Balcani, e l'Osăm bianco (in bulgaro Бели Осъм?, Beli Osăm), che nasce dal monte Kozja Stena.
L'Osăm scorre verso nord in direzione di Loveč, dirigendosi poi a nord-est, verso Letnica e Levski, dove gira a nord-est, fino a sfociare nel Danubio, nei pressi della città di Nicopoli.